# Tuleň karibský
Tuleň karibský (Neomonachus tropicalis) je vyhynulý ploutvonožec z čeledi tuleňovití (Phocidae), nejbližší příbuzný stále žijícího tuleně havajského (N. schauinslandi). Historicky šlo o široce rozšířeného savce Karibského moře, jenž se vyskytoval od pobřeží Spojených států přes Velké a Malé Antily a Bahamy až po břehy severní Jižní Ameriky. Velikost dospělců činila 2–2,5 m, zbarvení srsti se pohybovalo v šedohnědých a prošedivělých odstínech na hřbetu a mezi okrově žlutou až žlutavě bílou na spodních partiích. Mláďata byla zcela černá.
První záznam o tomto zvířeti v západních pramenech pochází z druhé cesty Kryštofa Kolumba z roku 1494, přičemž šlo o prvního velkého savce z Nového světa, jehož měli Evropané možnost spatřit. V následujících staletích byli tuleni karibští Evropany pronásledováni pro svůj ceněný tuk, případně i kůži. Navzdory masivnímu lovu však zůstal tuleň karibský špatně známým druhem: o jeho chování je známo pouze malé množství informací a vědecky popsán byl teprve roku 1850 Johnem Edwardem Grayem. Na jeho konečném vyhynutí se od konce 19. století podíleli i přírodovědci, kteří se snažili získat co nejvíc vzorků pro muzejní instituce. Poslední spolehlivé datum pozorování připadá na rok 1952.

## Systematika
První podrobný popis tuleně karibského poskytnul Richard Hill, černošský politický vůdce na Jamajce a od 40. let 19. století aktivní přírodovědec, jenž měl roku 1843 možnost pozorovat asi čtyři stopy dlouhé mládě, které nějakou dobu držel v zajetí. Typový exemplář však ulovil až jistý George Wilkie roku 1846, a sice na skalnatém útesu Pedro Kays v blízkosti jižního pobřeží Jamajky – ze stejné lokality pocházelo i mládě Richarda Hilla. Prostřednictvím přírodovědce Philipa Henryho Gosseho se Wilkieho vzorek dostal až do Přírodopisného muzea v Londýně, kde na základě něj roku 1850 popsal britský zoolog John Edward Gray nový druh pod vědeckým jménem Phoca tropicalis.
Gosse následující rok publikoval práci A naturalist's sojourn in Jamaica, v níž mj. znovupublikoval pozapomenuté údaje od Richarda Hilla a zároveň pro nový druh tuleně navrhl druhové jméno Wilkianus, a to na počest George Wilkieho. Vzhledem k tomu, že Gosseho popis byl poměrně vágní, a navíc mu předcházel Grayův oficiální popis, má Grayovo jméno podle úzu biologické systematiky přednost, zatímco Gosseho označení Phoca wilkianus mohou zdroje pokládat za mladší synonymum. Určité zmatky vyvolávalo i pojmenování Cystophora antillarum Gray, 1849, v literatuře někdy pokládáno za synonymní označení tuleně karibského. Gray však v tomto případě zřejmě popisoval jiného tuleně, a sice čepcola hřebenatého (Cystophora cristata) – Cystophora antillarum by tedy korektně mělo být mladším synonymem k Cystophora cristata.
Tuleň karibský byl dlouhodobě veden v rámci rodu Monachus, tedy jako Monachus tropicalis. Tuto reklasifikaci provedl rovněž Gray, a sice roku 1866. Rodové jméno vychází z řeckého označení pro mnicha („μοναχός“) a zvíře si jej zjevně vysloužilo pro svou hladkou kulatou hlavu a záhyby kůže okolo krku, připomínající mnišské roucho. Rod Monachus v tradičním pojetí zahrnoval tři recentní druhy. Vyjma tuleně karibského se jednalo ještě o tuleně středomořského (Monachus monachus) a tuleně havajského (Monachus schauinslandi). Příbuzenské vztahy v rámci této trojice, či dokonce otázka, zda je systém v tomto pojetí holofyletický, nicméně zůstávaly částečně sporné. Teprve fylogenetická studie z roku 2014 potvrdila holofyletičnost rodu Monachus, přičemž zároveň odhalila výraznou molekulární, morfologickou i časovou divergenci mezi tuleněm středomořským a dvojicí tuleň karibský + tuleň havajský. Pro tyto dva druhy proto autoři studie vytyčili nový rod, Neomonachus Slater & Helgen, 2014.
Na základě předpokládaného evolučního scénáře se tuleni rodu Neomonachus, včetně společného předka dnes žijících forem, hojně vyskytovali napříč pliocenním mořem v oblasti dnešní Střední Ameriky. Vznik Panamské šíje před asi 2,5–2 miliony lety, jenž vedl k uzavření středoamerické cesty mezi Atlantským a Tichým oceánem, pak umožnil izolaci východních a západních populací tuleňů, s následnou alopatrickou speciací. Fosilní záznamy zástupců rodu Neomonachus jsou nicméně sporé, což evoluční rekonstrukci ztěžuje. Nejstarší nález tuleně karibského byl datován teprve do středního pleistocénu před 1,7–1,05 miliony let a pochází z území dnešní Floridy.

## Popis

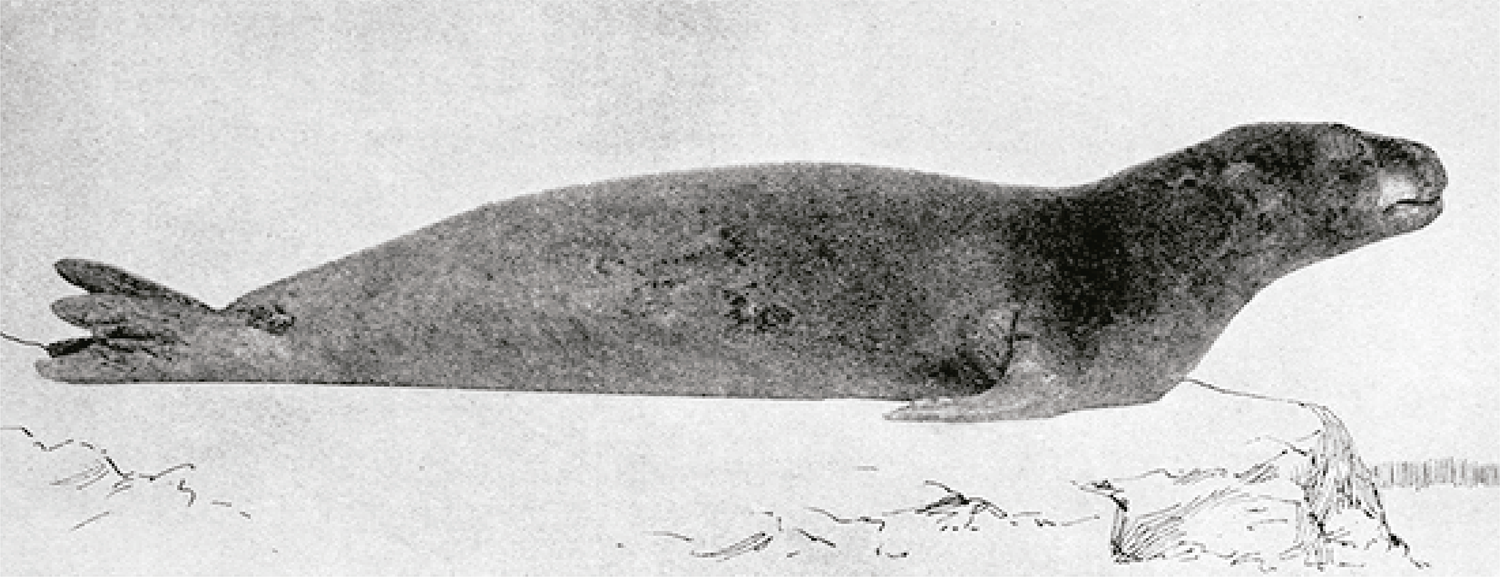
Tuleň karibský na fotografii z konce 19. století

Celková velikost tuleně karibského se pohybovala mezi 2–2,5 m. Ačkoli byly samice o něco menší ve srovnání se samci, rozdíly ve velikosti nebyly příliš výrazné a pro rozlišení obou pohlaví je v praxi nešlo uplatnit. Délka od čenichu k ocasu v případě jednoho dospělého samce činila 226 cm, zatímco čtyři březí samice měřily 199, 214, 216 a 224 cm. Měření několika koster dospělých samců odhadla pro žijící zvířata rozměry 216, 226 a 229 cm, zatímco měření 9 kožek přinesla maximální rozměry až 217 cm. Kožky 3 nedospělých jedinců se velikostně pohybovaly od 131 do 145 cm, údajně několikadenní mládě měřilo 107 cm a předčasně porozený plod 89 cm. Jedna samice v zajetí dosahovala tělesné hmotnosti 163 kg, ačkoli zde byla překrmována a měla jen málo možností k pohybu.
Tuleň karibský představoval svou anatomií typického zástupce čeledi tuleňovitých, s hydrodynamickým tělem, ploutvovitými končetinami vystupujícími z těla od lokte, resp. kolene, a krátkým ocasem. Přední a zadní končetiny měřily v případě 214 cm dlouhé samice 30, resp. 32 cm; průměrná délka ocasu se u dospělců pohybovala mezi 5,1 až 7,6 cm. Tuleň karibský si ukládal značné zásoby tělesného tuku, zvláště na břiše, a v případě dospělců v dobré tělesné kondici mohla tuková vrstva činit až 11 cm. Počet obratlů se pohyboval mezi 41 až 43 (7 C, 15 T, 5 L, 3 S, 11–13 Ca). Samci měli dobře vyvinutou pyjovou kost neboli bakulum, u konkrétního samce měřící 16,7 cm. Lebka byla velká, dorzoventrálně zploštělá, s nepříliš výrazným šípovým hřebenem. Co se týče rozměrů lebky, v případě obou pohlaví byly podobné. Kondylobazální délka, tedy vzdálenost mezi přední částí mezičelisti a zadní částí týlních hrbolů, činila v případě 14 samců 255,6 ± 26,0 mm (208,6–282,0 mm), v případě 30 samic 256,3 ± 16,2 mm (213,9–281,6 mm). Celkový zubní vzorec činil I 2/2, C 1/1, P 4/4, M 1/1 = 32 zubů. Relativně podrobnou osteologickou studii tuleně karibského publikoval americký zoolog Joel Asaph Allen roku 1887.
Za nejspolehlivější popis zbarvení dospělého jedince je pokládán záznam amerického přírodovědce Henryho L. Warda. Dospělci se podle něj vyznačovali šedohnědým nebo prošedivělým zbarvením hřbetu, daným teple hnědými („Van Dykova hněď“) chloupky s rohovinově zbarvenými špičkami. Spodní část těla byla okrově žlutá až žlutavě bílá, s menším podílem žlutých a bělavých odstínů v případě samic. Mláďata měla srst zcela černou, dospělému zbarvení však ještě předcházela žlutošedá barva hřbetu, na spodních partiích přecházející až do okrových odstínů. Vnitrodruhová variabilita ve zbarvení však byla u zhruba stejně starých zvířat pouze malá. Chlupy velmi těsně přiléhaly k tělu, svou délkou nepřesahovaly 10 mm. Oči byly poměrně výrazné, s tmavě hnědočervenou, světle červenohnědou nebo karmínovou duhovkou. Hmatové vousky – vibrisy – byly svou barvou variabilní. V případě novorozenců byly tlusté a zcela černé, až 11,4 cm dlouhé; naopak u dospělců se zkracovaly a ztenčovaly a získaly světlejší odstíny.

## Výskyt a stanoviště

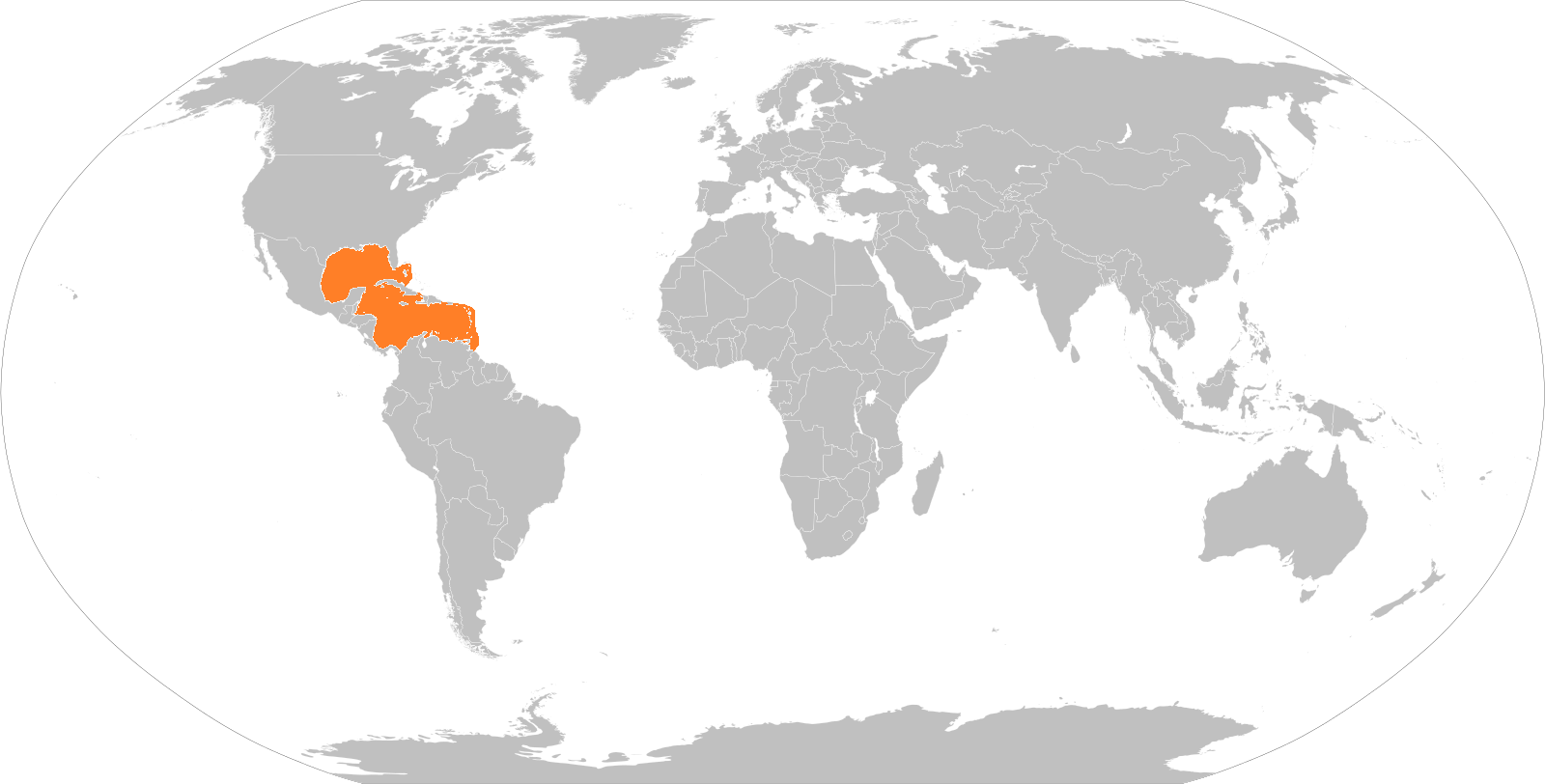
Areál výskytu (oranžově)

Ačkoli dnes představuje vyhynulý druh, tuleň karibský byl historicky široce rozšířeným savcem Karibského moře, a to dokonce natolik, že místa se zvlášť početnými skupinami tuleňů byla vedena na některých námořních mapách Západní Indie. Informace o tehdejším výskytu tuleňů lze čerpat jak ze zpráv novověkých cestovatelů, tak nepřímo na základě rozličných místopisných názvů odkazujících na tuleně neboli lobos marinos. Například ostrůvky pojmenované „Cayo de Lobos“, „Cayo Lobo Marino“ nebo „Seal Key“ se nacházejí na Bahamách a u pobřeží Belize, Kuby, Quintana Roo nebo Nikaraguy. Studie z roku 2008, jejíž autoři se mj. pokusili o identifikaci historických populací tuleňů karibských, odhaduje, že před lidským pronásledováním existovalo alespoň třináct kolonií tuleňů, rozesetých jak na pevninských pobřežích, tak na ostrůvcích a atolech napříč Karibikem. Získaná data navíc podporují i existenci další kolonie, jež však není podpořena historickými záznamy. Na základě Mezinárodního svazu ochrany přírody (IUCN) celkový areál výskytu sahal od severozápadu až po východní část Mexického zálivu, včetně Baham, Velkých a Malých Antil či Yucatánského poloostrova. Podél pobřeží Střední a Jižní Ameriky byli tuleni rozšířeni až do dnešní Guyany, naopak nejsevernější záznam pochází z dnešního amerického státu Georgie. Nejdéle přežívaly kolonie žijící v samém srdci areálu výskytu, tj. ve středozápadním Karibiku, případně na některých pobřežních atolech, kde byly chráněny před lidským pronásledováním. Naopak zvířata z okrajových kolonií se dočkala relativně brzkého vybití; z území dnešní Guyany pochází poslední datum pozorování z roku 1613, z Alto Velo z roku 1494. Celková populace před lidským pronásledováním činila dle odhadů 233 000 až 338 000 jedinců.

## Chování

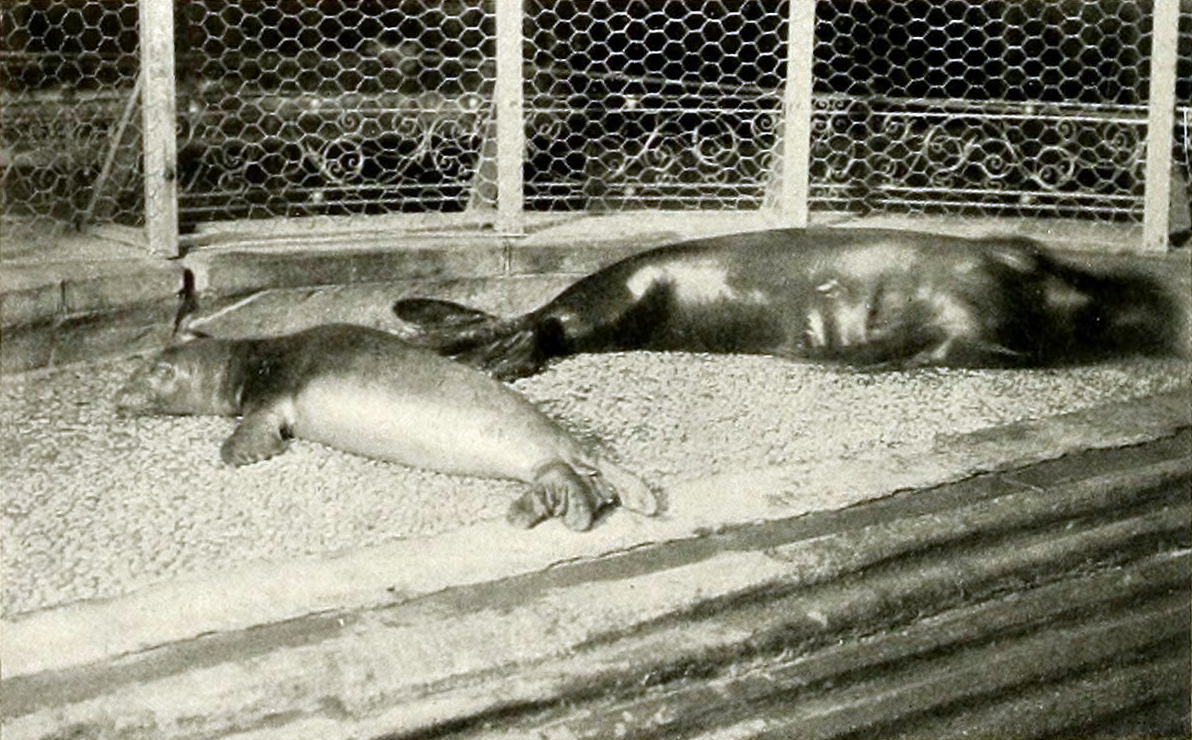
Dvojice v zajetí v New Yorku (1910)

O návycích tuleňů karibských je známo pouze velmi malé množství informací. Většinu času trávili ve vodním prostředí a jednalo se o zdatné plavce, nicméně během odpočinku, a zvláště pak během období rozmnožování, vyžadovali suchou zem, typicky s řídkým či absentujícím vegetačním pokryvem. Většinou si z tohoto pohledu volili písečné pláže, ale občas i kamenitá či skalnatá stanoviště, běžně bez přístupu ke sladké vodě. Na některých ostrovech tuleni koexistovali kupříkladu s fregatkami vznešenými (Fregata magnificens), rybáky královskými (Sterna maxima), tereji (Sula sp.) a dalšími mořskými ptáky, případně i krysami. Složení jídelníčku u divoce žijících zvířat zůstalo neznámé. Tuleň středomořský a havajský představují potravní generalisty, lovící různé denní i noční ryby, hlavonožce či humry. Tuleni samotní pak byli pronásledováni například ze strany žraloků, přičemž pozorováni z volné přírody nasvědčují skutečnosti, že se na útocích podílelo větší množství těchto dravých paryb. Některé fosilie tuleňů navíc zachovávají stopy po aktivitě prehistorických šelem, včetně psovitých (pravlk, Canis armbrusteri a Canis edwardii), kočkovitých (Homotherium, Miracinonyx, jaguár a Smilodon), medvědů krátkočelých či jediné americké hyeny – rodu Chasmaporthetes. Zajímavostí je, že tuleň karibský hostil i svého specifického parazita, roztoče Halarachne americana, jenž tak vyhynul společně se svým hostitelem. Přírodovědec Henry L. Ward, jenž zkoumal obsah útrob několika zabitých jedinců, sice neměl štěstí ohledně nalezení zbytků potravy, ale naopak pozoroval velké množství blíže neurčených střevních parazitů, jejichž délka prý dosahovala až několik palců. Dále seznal, že hřbety a ploutve některých zvířat pokrývaly porosty drobných řas, jež jim propůjčovaly nazelenalou barvu.
Před snížením populací v důsledku loveckého tlaku čítaly kolonie tuleňů prý až 500 jedinců. V zajetí tuleni karibští představovali poměrně čilá zvířata, jimž nebylo cizí hravé chování. Ve volné přírodě se však dospělci chovali často apaticky; Henry Ward uvádí následující poznámky z lovu na tyto vodní šelmy:
Když jsme se k nim poprvé přiblížili, zdálo se, že se lidské přítomnosti vůbec neobávají, líně se na nás dívali, možná občas nelehce změnili polohu a pak usnuli neklidným spánkem. Když jsme přikročili na vzdálenost tří nebo čtyř stop, poněkud je to probralo, začali vydávat chroptivé či klokotavé zvuky, ba až smrtelný chropot, a nejistě se posunuli o několik kroků dál. Zpočátku kladli velmi malý odpor a teprve druhý den našeho pobytu, kdy si na naši přítomnost trochu zvykli a kdy jsme se na jejich menší skupinu vrhli, začali poprvé bojovat. … Nezřídka se divoce vrhli yard či dva daleko na někoho z naší skupiny, a když se jim pomsta nezdařila, dopadali na mrtvé nebo umírající druhy, kousali je a třásli jimi v bezmocném vzteku; občas se dva z nich na okamžik nebo dva utkali v divokém konfliktu a jejich silné skřípění zubů při sevření čelistí nám dávalo živou představu o tom, jak nepříjemné by bylo dostat se do jejich dosahu. … Namísto toho, aby hromadně zpanikařili, se však k akci odhodlali až v případě jednotlivého napadení. Jako další ilustraci jejich nedostatečné intelektuální kapacity mohu uvést, že následujícího rána jsme našli několik tuleňů vrátivších se během noci zpět k mrtvým, přičemž je obklopovaly mršiny stažené z kůže.
H. L. Ward, 1887
K podobným závěrům se přiklání i jiný americký přírodovědec, Edward William Nelson, jehož zkušenosti byly podobné zkušenostem H. L. Warda: dospělci se nechali relativně snadno ulovit a v obou případech souhlasí i údaj o prázdných útrobách bez jakýchkoli pozůstatků potravy. Nelsonovy poznámky naznačují, že skupiny tuleňů čítaly 2 až 100 jedinců, byť on sám pozoroval vždy jen 20–40 zvířat. Porovnání zpráv od obou mužů poskytuje taktéž určitá vodítka ohledně života a rozmnožování tuleňů. Záznamy v obou případech pocházejí z ostrůvků Los Triangulos v Mexickém zálivu, kam se H. L. Ward vydal v prosinci roku 1886, zatímco E. W. Nelson v červnu roku 1900.
Ačkoli podle prvních přírodovědců rodily samice tuleňů karibských nejčastěji dvojčata, tyto závěry odporují zjištěním obou přírodovědců, podle nichž vrh čítal jediné mládě. Ward popisuje, že viděl samici kojit potomka a že zabil pět samic s nedonošenými plody; Nelson zase podotýká, že „z různé velikosti mláďat a jedné zabité samice, která byla stále březí, se zdá, že tato zvířata mají spíše nepravidelné období rozmnožování“. Ačkoli interpretace podobných skromných dat nemusí být spolehlivá, příslušné datace skutečně naznačují skutečnosti, že porody nebyly striktně synchronizovány, podobně jako u tuleně havajského či středomořského, ale v kontrastu s mnohými jinými ploutvonožci, u nichž dochází k přísnému načasování porodů. Nelson zároveň popisuje pozorování skupinky mláďat, která trávila čas v mělkém slaném jezírku. Toto chování mohlo sloužit k usnadnění termoregulace a zároveň nasvědčuje diferenciaci kolonie do určitých věkově odstupňovaných skupinek. Podle některých spekulací se dospívající tuleni krmili během noci v mělkých pobřežních vodách, aby se vyhnuli přímé konkurenci s dospělci, kteří lovili za úsvitu a za soumraku.

## Historie a vyhynutí

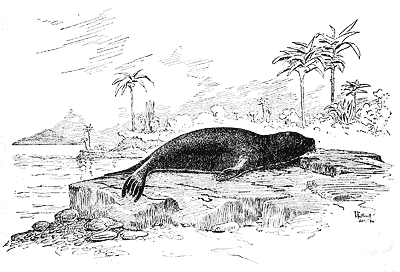
Na kresbě H. W. Elliotta (1884)

Tuleni karibští byli loveni již původními obyvateli regionu, nicméně relativně malý počet jejich pozůstatků v archeologických vykopávkách nasvědčuje tomu, že pro místní lidskou populaci nikdy nepředstavovali hlavní zdroj obživy. U lidí národu Calusa ze souostroví Florida Keys platilo tulení maso za vzácnost, již si dopřávali pouze kmenoví náčelníci, případně jiní vysoce postavení členové jejich společenství. Výrazné míry pronásledování se však tuleňům dostalo již od počátku evropské kolonizace. První záznam o tomto zvířeti v západních pramenech pochází z druhé cesty Kryštofa Kolumba z roku 1494; na skalnatém ostrově Alta Velda tehdy Kolumbova družina pobila několik tuleňů, kteří se stali vůbec prvními velkými savci z Nového světa, jež měli Evropané možnost spatřit. Zmínky o lovu tuleňů pocházejí i z mnohých jiných dobových textů. Pozoruhodný záznam sahá do roku 1524, kdy se v průběhu conquisty potopila poblíž Veracruzu jedna z lodí španělského dobyvatele Hernána Cortése. Z celé posádky se zachránila pouze trojice mužů, jež strávila přes dvě měsíce na jednom blízkém ostrůvku, kde přežila díky tulenímu masu a ovoci podobnému fíkům.
Mořeplavec William Dampier se již roku 1675 zmínil o organizovaném lovu tuleňů v zálivu Campeche u západního Yucatánu:
... ptáci a zejména tuleni jsou zde natolik hojní, že sem Španělé často připlouvají, aby z nich získali olej; ze stejného důvodu se sem vydali i Angličané z Jamajky, zejména kapitán Long, který sem kvůli tulenímu tuku připlul s posádkou malé bárky a zakotvil na severní straně jednoho z písečných ostrovů, což bylo pro jeho záměr nejvhodnější místo.
W. Dampier, 1675
Tulení tuk byl nejcennější komoditou získávanou z těchto zvířat; sloužil jako mazadlo, k potahování dna lodí a jako olej do lamp a na vaření. Zdraví dospělci prý měli vrstvu tuku až 11 cm silnou, což stačilo k přípravě 76–114 litrů oleje. Užitek měla i jejich kůže, sloužící k výrobě rozličných výrobků, jako byly různé opasky, tašky aj. Podle některých pověr se prý tulení srst ježila při silném vlnobití. Pro maso Evropané zabíjeli tuleně spíše zřídkavěji, podle některých záznamů však bylo chutné, byť se na lodích rychle kazilo.
Lov dosáhl vrcholu v 19. století. Navzdory pronásledování však tuleň zůstal relativně dlouho špatně známým druhem ve vědeckých kruzích. John Edward Gray jej vědecky popsal teprve roku 1850, přičemž holotyp z Britského muzea prý představoval nedokonalou kožku bez kostí, jež byla později vycpána a několikrát vystavena pro veřejnost. Další vzorek se podařilo získat teprve roku 1883, přičemž šlo o zvíře odchycené v havanské zátoce. Nějakou dobu byl tento kus vystaven v Havaně a následně jej kubánský přírodovědec Felipe Poey poskytl Smithsonově institutu. Na rozdíl od britského vzorku u tohoto jedince zůstaly zachovány některé kosti včetně lebky, jejíž ilustrace se staly vůbec prvními vědeckými kresbami tohoto druhu. Celé zvíře prvně ilustroval Henry W. Elliott, jenž svou kresbou doplnil krátký článek z roku 1884 v časopise Science. Elliot, později horlivý ochránce ploutvonožců zvláště na severu Tichomoří, ve svém článku kladl apel na majitele lodí operujících v Západní Indii, aby pro vědecké účely získali další vzorky ceněného zvířete.
Výzvy se ujal Henry A. Ward, který koncem 19. století vlastnil společnost Ward's Natural Science Establishment, jež představovala předního dodavatele přírodovědných vzorků pro rozličné světové instituce. Ward vypátral, že kolonie tuleňů by měla přežívat na malých ostrůvcích Los Triangulos nedaleko Yucatánu. Právě sem se roku 1886 vypravil jeho syn Henry L. Ward spolu s přírodovědcem Fernandem Pérezem, kterým se podařilo získat téměř dvacet exemplářů zahrnujících kostry i kožky napříč všemi věkovými kategoriemi, jimiž pak mohla být zásobena muzea po celém světě: dostaly se mj. do Amerického přírodovědného muzea a dalších amerických institucí, Musea de La Plata v Argentině, Přírodopisného muzea v Londýně, nizozemského muzea Naturalis aj. Bezuzdný lov – Ward s Pérezem zabíjeli tuleně v kolonii rodících samic – tehdejší přírodovědci podporovali a omlouvali snahou zachovat odkaz vzácného zvířete, ještě než zcela vyhyne. Desítky vzorků pro muzejní účely získali rovněž Edward Alphonso Goldman a Edward William Nelson roku 1900, přičemž Nelson již tehdy poznamenal, že „pokud by tuleni tyto ostrovy navštívili znovu, je možné, dojde k zabití všech přeživších“.
Několik tuleňů se dostalo do zajetí, přičemž v zoologické zahradě se prvně objevili v roce 1897 ve Filadelfii; celkem tři obdržená zvířata však odmítala přijímat potravu a žila pouze krátce. Podobným neúspěchem skončil i pokus o chov páru v Národní zoo ve Washingtonu, D.C.; pozůstatky těchto jedinců připadly alespoň Akademii přírodních věd ve Filadelfii, resp. Smithsonově institutu. Větší úspěchy slavilo New York Aquarium, které tuleně získalo také roku 1897 a kde jedno zvíře žilo něco málo přes dva roky, zatímco druhé pět a půl roku. V červnu roku 1909 sem dorazila další zvířata, a sice jeden plně vyvinutý dospělec a tři roční tuleni (byť jeden z nich zemřel již následujícího dne). Některá z přeživších zvířat byla roku 1910 zvěčněna na dvou fotografiích, zachycujících dospělého samce a mladý pár. Na základě krátkých článků vydaných téhož roku v Bulletinu zoologické společnosti, které fotografie doplňovaly, se zde tuleňům tehdy vedlo poměrně dobře. Došlo u nich k výměně srsti a ochotně přijímali nabízené ryby: přeživší mláďata „prý od svého příchodu dosáhla téměř dvojnásobných rozměrů“.
Počty tuleňů ve volné přírodě však již tehdy byly extrémně zredukovány. U floridského Key West zabili místní rybáři jednoho tuleně roku 1906, přičemž šlo o první pozorování tohoto druhu na Floridě po přibližně 30 letech. Roku 1909 tulení populace přežívala na ostrovech a útesech u mexického Yucatánu, odkud pocházeli i zmínění poslední chovaní jedinci z newyorského akvária, jež je získalo od překupníka z města Progresso. Nicméně podle přírodovědce George F. Gaumera se v lednu 1911 jistý rybář vydal na Los Triangulos, kde pobil asi 200 tuleňů, čímž došlo k ještě většímu úbytku již redukované populace.
Datum vyhynutí tuleně karibského zůstává neznámé. Ve Spojených státech připadá poslední datum pozorování na 15. března 1922, opět u floridského Key West. Údajná pozorování sice pocházejí z Texasu ještě na začátku 30. let, nicméně podle jejich pozdější interpretace šlo spíše o lachtany kalifornské (Zalophus californianus). Poslední potvrzené datum pozorování připadá na rok 1952, kdy jistý C. B. Lewis nalezl malou kolonii na Seranilla Banks mezi Jamajkou a Yucatánem/Hondurasem. K tomuto datu se přiklání rovněž Mezinárodní svaz ochrany přírody (IUCN), jenž druh pokládá za možná vyhynulý od roku 1986 a za vyhynulý od roku 1994.
V průběhu druhé poloviny 20. století nicméně panovala snaha znovuobjevit možné přežívající kolonie. IUCN roku 1973 rozeslal v rámci regionu oběžníky motivující případné pozorovatele finanční odměnou, United States Fish and Wildlife Service ve stejný rok provedl rozsáhlý letecký průzkum, nicméně v obou případech skončilo pátrání bezvýsledně a úspěch neslavily ani pozdější expedice z 80. let. Některé nepotvrzené záznamy se podařilo získat od místních rybářů; například roku 1997 byly rybářům na severním Haiti a Jamajce představeny fotografie, z nichž měli vybrat jim známé mořské druhy. Celkem 21 respondentů z 93 tázaných prý tuleně karibského znalo, z toho 16 jej vidělo v posledních 1 až 2 letech. Podobná pozorování však nejsou podložena jinými spolehlivými důkazy a zřejmě jde o záměnu s jinými druhy, zvláště čepcoly. Roku 2008 zařadil tuleně karibského mezi vyhynulé druhy i americký National Marine Fisheries Service.
Vyjma nezpochybnitelného vlivu lovu se na úbytku populací tuleňů mohl podílet i nedostatek potravy v důsledku zintenzivnění rybolovu v oblasti Karibiku. Tyto závěry naznačuje i studie z roku 2008, podle jejíchž výpočtů biomasa útesových ryb a bezobratlých potřebná k udržení historických populací tuleňů karibských činila 732–1018  g ·m−2; tento údaj však převyšuje biomasu jakéhokoli současného karibského útesu.